# Jacobus Pontanus
Pour les articles homonymes, voir Pontanus.
Philologue et humaniste, né à Brüx (royaume de Bohême) en 1542, mort à Augsbourg le 25 novembre 1626, Jakob Spanmüller, plus connu sous le nom Jacobus Pontanus (où Pontanus est une forme latinisée du nom de son lieu de naissance), entra dans l'ordre des jésuites, se livra à l'enseignement des langues anciennes et de la rhétorique, forma un grand nombre d'élèves distingués et composa des ouvrages élémentaires qui, pendant près d'un siècle, furent adoptés dans l'enseignement.
On lui doit :
- des traductions latines de plusieurs historiens grecs qui font partie de la Byzantine,
- une Histoire (allemande) de la guerre des hussites,
- des ouvrages des Pères grecs.
- Commentaires sur Ovide,
- Progymnasmata latinitatis (Ingolstadt, vol. iii-80), ouvrage qui contient des règles de conduite et des préceptes de l'art d'écrire, et qui fut longtemps classique ;
- Institutiones poeticae (Ingolstadt, 1594);
- Floridorum libri VIII (Augsbourg, 1595] ; sur Thesaurus Eruditionis
- Symbolorum libri XVII (Augsbourg, 1599);
- Attica beilaria (Augsbourg, 1615); Ethica Ovidiana, Ingolstadt, 1617), etc.
- Soldier or Scholar: Stratocles or War (Latin-English), ed. by Paul Richard Blum and Thomas McCreight. Baltimore: Apprentice House 2009.  (ISBN 978-1-934074-48-0).

## Sources
Backer, Aloys de, and Carlos Sommervogel. Bibliothèque de la Compagnie de Jésus. Brussels/Paris: Schepens, 1895 ff. [On Pontanus: vol. 9, col. 779; Suppl. col. 712 f.
Bauer, Barbara. “Jakob Pontanus SJ, ein oberdeutscher Lipsius,” Zeitschrift für Bayerische Landesgeschichte 47 (1984): 77-120.
Bauer, Barbara. Jesuitische ars rhetorica im Zeitalter der Glaubenskämpfe. Frankfurt: Lang, 1986.
Bielmann, Joseph. “Die Dramentheorie und Dramendichtung des Jakobus Pontanus S.J. (1542-1624),” Literaturwissenschaftliches Jahrbuch der Görres-Gesellschaft 3 (1928): 45-85.
Bielmann, Joseph. „Die Lyrik des Jakobus Pontanus S.J.,“ Literaturwissenschaftliches Jahrbuch der Görres-Gesellschaft 4 (1929): 83-103.
Blum, Paul Richard. „Jacobus Pontanus SJ,“ in Stephan Füssel, ed. Deutsche Dichter der Frühen Neuzeit. Berlin: Schmidt, 1993, pp. 626-635.
Duhr, Bernhard. Geschichte der Jesuiten in den Ländern deutscher Zunge. 4 vols. Freiburg: Herder/Munich-Regensburg: Manz, 1907-1928 [On Pontanus: vol. I, pp. 200-205, 280-287, 671-673; vol. II.1, p. 503; vol. II.2, pp. 369 f., 440; vol. III, p. 379].
Rädle, Fidel. „Aus der Frühzeit des Jesuitentheaters: Zur Begleitung einer Edition lateinischer Ordensdramen,“ Daphnis 7 (1978): 448-452.
Valentin, Jean-Marie. Le théâtre des Jésuites dans les pays de langue allemande (1554-1680). Berne: Lang, 1978 [On Pontanus: vol. I, p. 480-488; vol. III. p. 1157-1161, 1473–1474].
Valentin, Jean-Marie. Le théâtre des Jésuites dans les pays de langue allemande: répertoire chronologique des pièces représentées et des documents conservés (1555-1773). Stuttgart: Hiersemann, 1983-1984 [On Pontanus: pp. 1097 f., 1205].
Valentin, Jean-Marie. Theatrum Catholicum. Les Jésuites et la scène en Allemagne au XVIe et au XVIIe siècles. Nancy: Presses Universitaires, 1990 [On Pontanus: p. 214].
Valentin, Jean-Marie. Les Jésuites et le théâtre (1554-1680). Paris: Desjonquères, 2001 [On Pontanus: pp. 281-289].